# Red Tails
Red Tails je americký válečný film z roku 2012 režisérů Anthony Hemingwaye a George Lucase, který je zbeletrizovaným příběhem letců z Tuskegee, skupiny afroamerických pilotů Letectva Spojených států amerických (USAAF), bojujících během druhé světové války.
Snímek byl natočen v roce 2009 režisérem Anthony Hemingwayem podle původního scénáře Johna Ridleyho, a následující rok byl dotvořen dodatečný filmový materiál výkonným producentem Georgem Lucasem coby režisérem a Aaronem McGruderem coby scenáristou. Hrají v něm mimo jiné Cuba Gooding, Jr. a Terrence Howard.
Natáčení v roce 2009 v Praze zahájil osobně producent a autor námětu George Lucas.

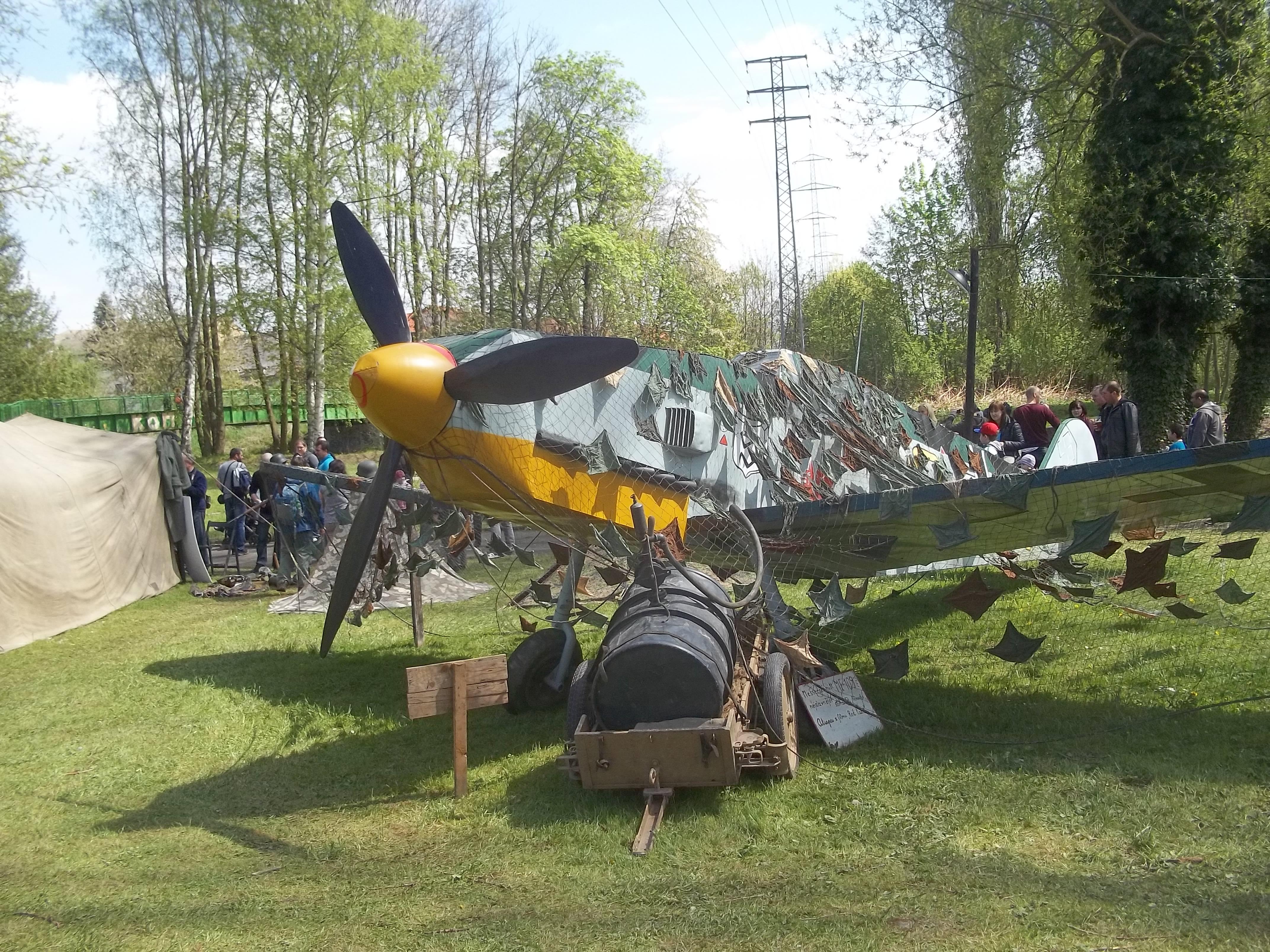
Maketa letadla ME-109E z filmu Red Tails

## Obsazení
| Terrence Howard   | plukovník A.J. Bullard                        |
| Cuba Gooding, Jr. | major Emanuel Stance                          |
| Nate Parker       | kapitán Martin „Easy“ Julian                  |
| David Oyelowo     | nadporučík Joe „Lightning“ Little             |
| Tristan Wilds     | podporučík Ray „Ray Gun“ nebo „Junior“ Gannon |
| Ne-Yo             | podporučík Andrew „Smokey“ Salem              |
| Elijah Kelley     | podporučík Samuel „Joker“ George              |
| Marcus T. Paulk   | podporučík David „The Deacon“ Watkins         |
| Leslie Odom, Jr.  | Walter „Winky“ Hall                           |
| Michael B. Jordan | Maurice „Bumps“ Wilson                        |
| Kevin Phillips    | podporučík Leon „Neon“ Edwards                |
| Andre Royo        | první seržant „Coffee“ Coleman                |

## Ocenění
Film Red Tails získal nominaci na Teen Choice Awards 2012 v kategorii "Akční film Choice" (Choice Action Movie) a byl také nominován na cenu BET Awards 2012 v kategorii "Nejlepší film" (Best Movie).
V únoru 2013, získal film Red Tails cenu NAACP Image Award v kategoriích "Mimořádné filmové dílo" ( Outstanding Motion Picture) a "Mimořádné nezávislé filmové dílo" (Outstanding Independent Motion Picture) na 44. ročníku – NAACP Image Awards 2012. Kromě toho byl George Lucas vyznamenán cenou "Vanguard Award".
Film byl také nominován za vynikající scénář (Outstanding Writing in a Motion Picture) a režii (Outstanding Directing in a Motion Picture) a Ne-Yo byl nominován za "vynikající duo nebo skupinu" (Outstanding Duo or Group).